# Josef Boquoi
Josef H. Boquoi, auch Joseph H. Boquoi (* 1934) ist ein deutscher Unternehmer und Gründer von Bofrost, dem europaweit größten Direktvertreiber von Tiefkühlkost.

## Leben
Boquoi absolvierte die Handelsschule und eine Kaufmannslehre in Hamburg. Sein Vater Jean betrieb in Issum eine kleine Kaffee- und Kornrösterei; 1957 übernahm Sohn Joseph das Geschäft. 1966 gründete er einen Direktvertrieb für Tiefkühlware. Sein Unternehmen Bofrost (Abkürzung für Boquoi-frost) startete mit selbst hergestellter Eiscreme. In den 1970er-Jahren bediente er sich der in Deutschland noch nicht sonderlich bekannten Geschäftsform des Franchising, um schneller wachsen zu können. Der Konzern expandierte in der Folgezeit in 13 europäische Länder, wuchs allein in Deutschland auf über 6000 Beschäftigte und erwirtschaftete einen Umsatz von 1,3 Milliarden Euro. 2013 gab Josef Boquoi die Führung der bofrost*Familienstiftung ab.
Ende 2001 stieg Boquoi zudem in der Frankfurter Beteiligungsholding WCM ein. Er hielt zwischen 5 und 10 Prozent an der Düsseldorfer Großbäckerei Kamps AG und einen Sitz in deren Aufsichtsrat, bis er 2002 nach der Übernahme durch den italienischen Teigwaren-Hersteller Luca Barilla ersetzt wurde.
Im März 2013 bekam Boquoi den Zuschlag für 5.300 Wohnungen des Gelsenkirchener Konzerns Vivawest für 168,1 Millionen Euro, größter Anteilseigner bei Vivawest ist die RAG-Stiftung. Der ehemalige Landesfinanzminister Helmut Linssen war zu diesem Zeitpunkt im Vorstand der RAG-Stiftung verantwortlich für die Finanzen.
Boquoi ist in dritter Ehe verheiratet, in offiziellen Lebensläufen werden zwei Töchter und ein Sohn aus erster Ehe genannt. Die Angaben sind widersprüchlich: Von 2008 an führte Sohn Jean Michael Boquoi (* 1958) mit dem von der Lebensmittelzeitung und in einem Mitarbeiter-Blog als Stiefbruder bezeichneten Dr. Thomas Stoffmehl (* 1971) den strategisch und operativ tätigen Beirat der Familienstiftung, wobei Stoffmehl zwischenzeitlich aus dem Unternehmen ausgeschieden ist.
Boquoi lebt mit seiner Familie in Pont (Geldern) und ist Besitzer der Burg Winnenthal.
Die Josef H. Boquoi-Stiftung besitzt über ihre Tochtergesellschaft Agrikultur GmbH seit 2011 neun landwirtschaftliche Unternehmen in Kröpelin und Prislich in Mecklenburg-Vorpommern. Die Tochterunternehmen bewirtschaften gemeinsam eine Fläche von rund 6.350 Hektar Acker- und Grünland und erhielten im Jahr 2022 in Summe 1.226.934,81 Euro an Agrarsubventionen.

## Vermögen
Auf der Liste der 500 reichsten Deutschen wurde er 2022 mit einem geschätzten Privatvermögen von 1,56 Milliarden Euro auf Platz 114 geführt. Die jährliche Auflistung The World’s Billionaires des US-Wirtschaftsmagazins Forbes listet die Familie Boquoi im Jahr 2023 mit einem Vermögen von 1,6 Milliarden US-Dollar auf Platz 1804.

## Kontroversen
Wegen des geplanten Erwerbs von 2500 Hektar an öffentlichem Wald (Staatswald aus Landeseigentum) in der Nordeifel für Boquois Familienstiftung kam es 2009 zu lokalen Protesten. Die SPD-Opposition und CDU-Parteifreunde warfen Finanzminister Helmut Linssen vor, seinem langjährigen Jagdgenossen Boquoi einen „Freundschaftsdienst“ erwiesen zu haben. Der Verkauf kam dennoch zustande.
Boquoi geriet während seiner aktiven Unternehmerzeit auch mit dem Betriebsrat aneinander. So musste selbst der Europäische Gerichtshof im Jahr 2001 tätig werden, um einen strittigen Punkt zwischen Betriebsrat und Unternehmensführung zu entscheiden.
2011 klagte Boquoi dagegen, in der Liste der reichsten Deutschen des Manager-Magazins aufgeführt zu werden; das Landgericht München I wies die Klage jedoch ab.